# Pinalia
Pinalia é um género botânico pertencente à família das orquídeas (Orchidaceae).

## Espécies
1. Pinalia acervata  (Lindl.) Kuntze, Revis. Gen. Pl. 2: 679 (1891)
2. Pinalia acutifolia  (Lindl.) Kuntze, Revis. Gen. Pl. 2: 679 (1891)
3. Pinalia acutissima  (Rchb.f.) Ormerod, Malesian Orchid J. 7: 85 (2011)
4. Pinalia amica  (Rchb.f.) Kuntze, Revis. Gen. Pl. 2: 679 (1891)
5. Pinalia angustifolia  J.J.Wood, Malesian Orchid J. 4: 25 (2009)
6. Pinalia appendiculata  (Blume) Kuntze, Revis. Gen. Pl. 2: 679 (1891)
7. Pinalia baeuerleniana  (Kraenzl.) Ormerod, Malesian Orchid J. 7: 85 (2011)
8. Pinalia barbifrons  (Kraenzl.) W.Suarez & Cootes, Orchideen J. 16: 70 (2009)
9. Pinalia bicolor  (Lindl.) Kuntze, Revis. Gen. Pl. 2: 679 (1891)
10. Pinalia bicristata  (Blume) Kuntze, Revis. Gen. Pl. 2: 679 (1891)
11. Pinalia bipunctata  (Lindl.) Kuntze, Revis. Gen. Pl. 2: 679 (1891)
12. Pinalia bractescens  (Lindl.) Kuntze, Revis. Gen. Pl. 2: 679 (1891)
13. Pinalia carnicolor  (Ames) W.Suarez & Cootes, Orchideen J. 16: 70 (2009)
14. Pinalia cepifolia  (Ridl.) J.J.Wood, Orchids Mount Kinabalu 2: 490 (2011)
15. Pinalia compacta  (Ames) W.Suarez & Cootes, Orchideen J. 16: 70 (2009)
16. Pinalia concolor  (E.C.Parish & Rchb.f.) Kuntze, Revis. Gen. Pl. 2: 679 (1891)
17. Pinalia conferta  (S.C.Chen & Z.H.Tsi) S.C.Chen & J.J.Wood, in Fl. China 25: 354 (2009)
18. Pinalia connata  (J.Joseph, S.N.Hegde & Abbar.) Ormerod & E.W.Wood, Harvard Pap. Bot. 15: 351 (2010)
19. Pinalia copelandii  (Leav.) W.Suarez & Cootes, Orchideen J. 16: 70 (2009)
20. Pinalia curranii  (Leav.) W.Suarez & Cootes, Orchideen J. 16: 70 (2009)
21. Pinalia cycloglossa  (Schltr.) Ormerod, Malesian Orchid J. 7: 85 (2011)
22. Pinalia cylindrostachya  (Ames) W.Suarez & Cootes, Orchideen J. 16: 70 (2009)
23. Pinalia dagamensis  (Ames) W.Suarez & Cootes, Orchideen J. 16: 70 (2009)
24. Pinalia dasypus  (Rchb.f.) Kuntze, Revis. Gen. Pl. 2: 679 (1891)
25. Pinalia daymaniana  Ormerod, Malesian Orchid J. 7: 78 (2011)
26. Pinalia densa  (Ridl.) W.Suarez & Cootes, Orchideen J. 16: 71 (2009)
27. Pinalia donnaiensis  (Gagnep.) S.C.Chen & J.J.Wood, in Fl. China 25: 356 (2009)
28. Pinalia elata  (Hook.f.) Kuntze, Revis. Gen. Pl. 2: 679 (1891)
29. Pinalia erecta  (Blume) Kuntze, Revis. Gen. Pl. 2: 679 (1891)
30. Pinalia eriopsidobulbon  (E.C.Parish & Rchb.f.) Kuntze, Revis. Gen. Pl. 2: 679 (1891)
31. Pinalia excavata  (Lindl.) Kuntze, Revis. Gen. Pl. 2: 679 (1891)
32. Pinalia fitzalanii  (F.Muell.) Kuntze, Revis. Gen. Pl. 2: 679 (1891)
33. Pinalia flavescens  (Blume) Kuntze, Revis. Gen. Pl. 2: 679 (1891)
34. Pinalia floribunda  (Lindl.) Kuntze, Revis. Gen. Pl. 2: 679 (1891)
35. Pinalia formosana  (Rolfe) Ormerod, Malesian Orchid J. 7: 85 (2011)
36. Pinalia glabra  (Schltr.) Ormerod, Malesian Orchid J. 7: 85 (2011)
37. Pinalia graciliscapa  (Rolfe) J.J.Wood, Malesian Orchid J. 4: 28 (2009)
38. Pinalia graminifolia  (Lindl.) Kuntze, Revis. Gen. Pl. 2: 679 (1891)
39. Pinalia hutchinsoniana  (Ames) W.Suarez & Cootes, Orchideen J. 16: 70 (2009)
40. Pinalia jarensis  (Ames) W.Suarez & Cootes, Orchideen J. 16: 71 (2009)
41. Pinalia kingii  (F.Muell.) Kuntze, Revis. Gen. Pl. 2: 679 (1891)
42. Pinalia lancifolia  (Hook.f.) Kuntze, Revis. Gen. Pl. 2: 679 (1891)
43. Pinalia lancilabris  (Schltr.) Ormerod, Malesian Orchid J. 7: 85 (2011)
44. Pinalia lanuginosa  (J.J.Wood) J.J.Wood, Malesian Orchid J. 5: 88 (2010)
45. Pinalia latibracteata  (Ridl.) J.J.Wood, Orchids Mount Kinabalu 2: 492 (2011)
46. Pinalia latiuscula  (Ames & C.Schweinf.) J.J.Wood, Orchids Mount Kinabalu 2: 492 (2011)
47. Pinalia leavittii  (Kraenzl.) W.Suarez & Cootes, Orchideen J. 16: 70 (2009)
48. Pinalia leucantha  Kuntze, Revis. Gen. Pl. 2: 679 (1891)
49. Pinalia lineata  (Lindl.) Kuntze, Revis. Gen. Pl. 2: 679 (1891)
50. Pinalia longicruris  (Leav.) W.Suarez & Cootes, Orchideen J. 16: 70 (2009)
51. Pinalia longilabris  (Lindl.) W.Suarez & Cootes, Orchideen J. 16: 70 (2009)
52. Pinalia longlingensis  (S.C.Chen) S.C.Chen & J.J.Wood, in Fl. China 25: 354 (2009)
53. Pinalia lyonii  (Leav.) W.Suarez & Cootes, Orchideen J. 16: 70 (2009)
54. Pinalia maboroensis  (Schltr.) Ormerod, Malesian Orchid J. 7: 85 (2011)
55. Pinalia macera  (Ames) W.Suarez & Cootes, Orchideen J. 16: 70 (2009)
56. Pinalia mafuluensis  Ormerod, Malesian Orchid J. 7: 78 (2011)
57. Pinalia maingayi  (Hook.f.) Kuntze, Revis. Gen. Pl. 2: 679 (1891)
58. Pinalia maquilingensis  (Ames) W.Suarez & Cootes, Orchideen J. 16: 70 (2009)
59. Pinalia merrittii  (Ames) W.Suarez & Cootes, Orchideen J. 16: 70 (2009)
60. Pinalia microchila  (Ames) W.Suarez & Cootes, Orchideen J. 16: 70 (2009)
61. Pinalia microglossa  (Schltr.) Ormerod, Malesian Orchid J. 7: 85 (2011)
62. Pinalia multiflora  (Blume) Kuntze, Revis. Gen. Pl. 2: 679 (1891)
63. Pinalia myristiciformis  (Hook.) Kuntze, Revis. Gen. Pl. 2: 679 (1891)
64. Pinalia mysorensis  (Lindl.) Kuntze, Revis. Gen. Pl. 2: 679 (1891)
65. Pinalia obesa  (Lindl.) Kuntze, Revis. Gen. Pl. 2: 679 (1891)
66. Pinalia obvia  (W.W.Sm.) S.C.Chen & J.J.Wood, in Fl. China 25: 357 (2009)
67. Pinalia ovata  (Lindl.) W.Suarez & Cootes, Orchideen J. 16: 71 (2009)
68. Pinalia pachyphylla  (Aver.) S.C.Chen & J.J.Wood, in Fl. China 25: 355 (2009)
69. Pinalia pachystachya  (Lindl.) Kuntze, Revis. Gen. Pl. 2: 679 (1891)
70. Pinalia pandurata  (Schltr.) Ormerod, Malesian Orchid J. 7: 85 (2011)
71. Pinalia philippinensis  (Ames) W.Suarez & Cootes, Orchideen J. 16: 71 (2009)
72. Pinalia polystachya  (A.Rich.) Kuntze, Revis. Gen. Pl. 2: 679 (1891)
73. Pinalia polyura  (Lindl.) Kuntze, Revis. Gen. Pl. 2: 679 (1891)
74. Pinalia profusa  (Lindl.) Kuntze, Revis. Gen. Pl. 2: 679 (1891)
75. Pinalia puguahaanensis  (Ames) W.Suarez & Cootes, Orchideen J. 16: 71 (2009)
76. Pinalia pumila  (Lindl.) Kuntze, Revis. Gen. Pl. 2: 679 (1891)
77. Pinalia punctata  (J.J.Sm.) J.J.Wood, Orchids Mount Kinabalu 2: 493 (2011)
78. Pinalia quinquangularis  (J.J.Sm.) Ormerod, Malesian Orchid J. 7: 85 (2011)
79. Pinalia quinquelamellosa  (Tang & F.T.Wang) S.C.Chen & J.J.Wood, in Fl. China 25: 356 (2009)
80. Pinalia ramosa  (Ames) W.Suarez & Cootes, Orchideen J. 16: 71 (2009)
81. Pinalia recurvata  (Hook.f.) Kuntze, Revis. Gen. Pl. 2: 679 (1891)
82. Pinalia rhodoptera  (Rchb.f.) W.Suarez & Cootes, Orchideen J. 16: 70 (2009)
83. Pinalia rhynchostyloides  (O'Brien) Y.P.Ng & P.J.Cribb, Orchid Rev. 113: 272 (2005)
84. Pinalia rimannii  (Rchb.f.) Kuntze, Revis. Gen. Pl. 2: 679 (1891)
85. Pinalia ringens  (Rchb.f.) Kuntze, Revis. Gen. Pl. 2: 679 (1891)
86. Pinalia saccifera  (Hook.f.) Kuntze, Revis. Gen. Pl. 2: 679 (1891)
87. Pinalia semirepens  Ormerod, Malesian Orchid J. 7: 81 (2011)
88. Pinalia senilis  (Ames) W.Suarez & Cootes, Orchideen J. 16: 70 (2009)
89. Pinalia serrulata  Ormerod, Malesian Orchid J. 7: 81 (2011)
90. Pinalia sharmae  (H.J.Chowdhery, G.S.Giri & G.D.Pal) A.N.Rao, Bull. Arunachal Forest Res. 26: 104 (2010)
91. Pinalia shiuyingiana  Ormerod & E.W.Wood, Harvard Pap. Bot. 15: 349 (2010)
92. Pinalia spicata  (D.Don) S.C.Chen & J.J.Wood, in Fl. China 25: 354 (2009)
93. Pinalia stricta  (Lindl.) Kuntze, Revis. Gen. Pl. 2: 679 (1891)
94. Pinalia sublobulata  Ormerod, Malesian Orchid J. 7: 81 (2011)
95. Pinalia szetschuanica  (Schltr.) S.C.Chen & J.J.Wood, in Fl. China 25: 356 (2009)
96. Pinalia taylorii  (Ames) W.Suarez & Cootes, Orchideen J. 16: 71 (2009)
97. Pinalia tenuiflora  (Ridl.) J.J.Wood, Orchids Mount Kinabalu 2: 494 (2011)
98. Pinalia tricolor  (Thwaites) Kuntze, Revis. Gen. Pl. 2: 679 (1891)
99. Pinalia tridens  (Ames) W.Suarez & Cootes, Orchideen J. 16: 71 (2009)
100. Pinalia truncicola  (Schltr.) Ormerod, Malesian Orchid J. 7: 85 (2011)
101. Pinalia vagans  (Schltr.) Ormerod, Malesian Orchid J. 7: 85 (2011)
102. Pinalia ventricosa  (Leav.) W.Suarez & Cootes, Orchideen J. 16: 71 (2009)
103. Pinalia woodiana  (Ames) W.Suarez & Cootes, Orchideen J. 16: 70 (2009)
104. Pinalia xanthocheila  (Ridl.) W.Suarez & Cootes, Orchideen J. 16: 70 (2009)
105. Pinalia yunnanensis  (S.C.Chen & Z.H.Tsi) S.C.Chen & J.J.Wood, in Fl. China 25: 355 (2009)